# Pheidole concinna
Pheidole concinna är en myrart som beskrevs av Santschi 1910. Pheidole concinna ingår i släktet Pheidole och familjen myror. Inga underarter finns listade i Catalogue of Life.